# David Álvarez Agudelo
David Álvarez (sinh ngày 13 tháng 10 năm 1992) là một cầu thủ bóng đá người Colombia thi đấu ở vị trí trung vệ cho câu lạc bộ tại Ascenso MX Oaxaca.